# Sven Gunnar Örtenström
Sven Gunnar Örtenström, ursprungligen Carlsson, född 9 januari 1911 i Stockholm, död 12 januari 1978 i  Vällingby, var en svensk målare, tecknare och teckningslärare.
Örtenström studerade vid Tekniska skolan 1930–1932 och Edward Berggrens målarskola 1938–1942 samt Konstfackskolan i Stockholm 1952–1954. Han företog därefter studieresor till Nederländerna, Tyskland, Danmark och Frankrike. Separat ställde han bland annat ut Galerie S:t Nikolaus och Högalids vårdhem i Stockholm och han medverkade i Sveriges allmänna konstförenings utställningar på Liljevalchs konsthall 1948–1952. Hans konst består av tecknade och målade miljöskildringar från arbetarnas och skolbarnens värld vid sidan av sitt eget skapande var han från 1955 anställd som teckningslärare vid Solbergaskolan. Örtenström är representerad vid Nationalmuseum, Stockholms stadsmuseum samt Stockholms kommun och Sundbybergs stadshus. Han var under en period verksam under namnet Sven Carlsson och han signerade sina arbeten med Sven Gunnar.